# سیاوش‌کندی
سیاوش‌کندی روستایی است که در استان اردبیل، شهرستان گرمی، بخش موران، دهستان اجارود شرقی قرار دارد.

## جمعیت
بر اساس سرشماری سال ۱۳۸۵ جمعیت این روستا ۲۴۶ نفر با ۴۵ خانوار بوده‌است.